# Resomia
Resomia is een geslacht van neteldieren uit de familie van de Agalmatidae.

## Soorten
- Resomia convoluta (Moser, 1925)
- Resomia dunni Pugh & Haddock, 2010
- Resomia ornicephala Pugh & Haddock, 2010
- Resomia persica Pugh & Haddock, 2010
- Resomia similis (Margulis, 1977)